# Tizenhárom rejtély
A Tizenhárom rejtély (eredeti címén The Thirteen Problems) Agatha Christie tizenhárom novelláját tartalmazó novelláskötete, amely – mint ahogy az a címből is kiderül –, önmagában mindegyik történet egy-egy rejtélyt jelent. A könyvet az Egyesült Királyságban a William Collins Sons & Co. adta ki 1932-ben, az USA-ban pedig a Dodd, Mead and Co. publikálta 1933-ban, az utóbbi helyen The Tuesday Club Murders (nyersfordításban: A Kedd Klub-i gyilkosságok) címmel. A szigetországban a Penguin Könyvkiadó gondozásában is megjelent 1953-ban, Miss Marple and the Thirteen Problems (Miss Marple és a tizenhárom rejtély) néven.
A magyar változat a Magyar Könyvklubnál jelent meg Etédi Péter fordításában, 1995-ben, melyből több utánnyomás is készült. 2007 második felében az Aquila Kiadó is kiadta ugyanazt a fordítást.

## Novellák
- A Kedd Esti Klub (The Tuesday Night Club)
- Asztarté szentélye (The Idol House of Astarte)
- Aranyrudak (Ingots of Gold)
- A vérfoltos járda (The Bloodstained Pavement)
- Indíték kontra lehetőség (Motive versus Opportunity)
- Szent Péter hüvelykujja (The Thumb Mark of St. Peter)
- A kék muskátli (The Blue Geranium)
- A társalkodónő (The Companium)
- A négy gyanúsított (The Four Suspects)
- Karácsonyi tragédia (A Christmas Tragedy)
- Halálhozó gyógyfű (The Herb of Death)
- Rejtély a nyári lakban (The Affair at the Bungalow)
- Halál a patakban (Death by Drowling)

## Érdekességek
- Az első hat novellát Christie a The Royal Magazine felkérésére írta, és ott is jelentek meg 1927 decembere és 1928 májusa között.

## Magyarul
- Tizenhárom rejtély; ford. Etédi Péter; Magyar Könyvklub, Bp., 1995